# ان کرنوال
آن کُرنوال (انگلیسی: Anne Cornwall؛ ‏ ۱۷ ژانویهٔ ۱۸۹۷ – ۲ مارس ۱۹۸۰) بازیگر اهل ایالات متحده آمریکا است. فعالیت هنری و حرفه‌ای او بین سال‌های ۱۹۱۸ تا ۱۹۵۹ میلادی بوده است.
از فیلم‌ها و برنامه‌های تلویزیونی که وی در آن‌ها نقش داشته است، می‌توان به آقای اسمیت به واشنگتن می‌رود، کالج و مردان نبرد اشاره کرد.